# Napadi u Adenu 2020.
Dana 30. prosinca 2020. godine zrakoplov u kojem su bili članovi novoformirane jemenske vlade sletio je u međunarodnu zračnu luku Aden na jugozapadu Jemena. Dok su se putnici iskrcavali, eksplozije su potresle zračnu luku, a pucnjevi su ispunili zrak, a najmanje 25 ljudi je umrlo, a 110 je ranjeno.
Nijedan od putnika koji su se nalazili u zrakoplovu nije bio ozlijeđen u napadu na zračnu luku, a svi su putnici brzo prevezeni u palaču Mashiq radi sigurnosti. Kasnije je također objavljeno da je palača bila meta napada.

## Pozadina
Kako bi se riješili sukobi između jemenskih vladinih snaga i snaga secesionističkog Južnog prijelaznog vijeća, formiran je novi kabinet uz potporu susjedne Saudijske Arabije. Formiranje nove vlade jedinstva, koja uključuje jednak broj predstavnika iz svake regije sjevernog i južnog područja Jemena, rezultat je više od godinu dana vrijednih intenzivnih pregovora uz posredovanje Saudijaca, a trebalo je okončati sukobe tako da dvije strane mogle bi se zajedno boriti protiv pobunjenika Huti u tekućem građanskom ratu.
Iako je jemenska vlada imala sjedište u privremenom glavnom gradu Adenu nakon što su pobunjenici Huti preuzeli kontrolu nad glavnim gradom Sanom, nedavne su se operacije obično provodile u izgnanstvu u Saudijskoj Arabiji, budući da je Južno prijelazno vijeće zauzelo Aden nad godinu dana ranije i natjerao vladu.
Nakon što je ranije u prosincu najavljen novi kabinet od 24 člana, novu vladu jedinstva, na čelu s premijerom Saeedom, predsjednik Hadi položio je 26. prosinca 2020. u glavnom gradu Saudijske Arabije, Rijadu.
Novoformirana i međunarodno priznata vlada planirala je televizijski emitirati svoj povratak iz Saudijske Arabije u Jemen, kako bi signalizirala svojim građanima da će se njihove brige riješiti. Događaj je također trebao označiti uspješan rezultat dugotrajnih pregovora.

## Napadi
Dana 30. prosinca 2020. jemenski zrakoplov doletio je iz Saudijske Arabije u lučki grad Aden na jugozapadu Jemena, prevozeći članove novoformirane jemenske vlade, uključujući premijera, kao i saudijskog veleposlanika u Jemenu. Dvorana zračne luke bila je krcata lokalnim dužnosnicima, kao i civilima koji su se nadali da će pozdraviti članove novog kabineta. Stotine ljudi okupilo se na asfaltu vani.
Kad su se putnici iskrcali, začule su se masivne eksplozije. Lokalni izvor sigurnosti izvijestio je da su "tri minobacačke granate sletjele u dvoranu zračne luke", dok je jemenski ministar komunikacije Naguib al-Awg, koji je bio među onima u kojima su letjeli, sugerirao je da su bili napadi dronovima, a glasnogovornik predsjedatelja Južnog prijelaznog vijeća vjerovao je da su to projektili. Telegraph je izvijestio da je analiza snimki eksplozije pokazala kako se jedna eksplozija dogodila na sjevernoj strani aerodromskog terminala, a druga oko 30 sekundi kasnije, udaljena oko 20 metara.
Eksplozije su natjerale gomilu ljudi da se sklone, a ministri za iskrcavanje trčali su natrag u avion ili niz stepenice kako bi pronašli sklonište. Pucnjava je tada izbila iz oklopnih vozila. Tijela koja su ležala na asfaltu i drugdje u zračnoj luci viđena su nakon napada dok su gusti perjanice crno-bijelog dima prodirale iz aerodromskog terminala.
Najmanje 25 ljudi je ubijeno, a 110 drugih ozlijeđeno, a najmanje 33 ranjeno dovoljno ozbiljno da zahtijeva veliku operaciju. Među žrtvama su humanitarni radnici, kao i vladini službenici. Ubijena su tri člana Međunarodnog odbora Crvenog križa, uključujući dva Jemenca i jednog Ruande; troje drugih je ranjeno, a jedan teško. Dužnosnici su također izvijestili da je ubijen zamjenik ministra za javne radove, dok je također izviješteno da su među ozlijeđenima zamjenik ministra za mlade i sport, kao i zamjenik ministra prometa. Novinar jemenskog televizijskog kanala Belqees bio je među mrtvima, dok je jemenski ministar informiranja Moammer al-Iryani izvijestio da je ranjeno još deset novinara.
Većina stradalih navodno su civili i osoblje zračne luke, a The Times izvještava da su se sve žrtve dogodile unutar terminala. Međutim, svi putnici koji su bili u zrakoplovu ostali su neozlijeđeni. Članovi kabineta, kao i saudijski veleposlanik, brzo su odvedeni u palaču Mashiq, predsjedničku palaču u Adenu, zbog sigurnosti.
Još jedna eksplozija čula se otprilike četiri sata kasnije oko palače Mashiq. Nisu zabilježene žrtve kao posljedica kasnije eksplozije. Novinski kanal u vlasništvu Saudijske Arabije Al Arabiya izvijestio je da je u blizini presretnut i uništen "eksploziv opterećen bespilotnom letjelicom".

## Posljedice
Jemenski ministar vanjskih poslova Ahmad Awad bin Mubarak u početku je za napad optužio Hute i izjavio da su u zračnu luku ispaljene četiri balističke rakete, ali izjavu je dao bez pružanja dokaza, a pobunjenici su negirali odgovornost. Južno prijelazno vijeće okrivilo je Katar i Tursku, dok su zapadni dužnosnici izjavili da je to vjerojatno djelo pobunjenika Hutija, ali nisu isključili al-Kaidu na Arapskom poluotoku ili nezadovoljne južne separatističke frakcije. Predsjednik Hadi uputio je vojsku da istraži napad dok su razne skupine zatražile od Ujedinjenih naroda da nadgledaju međunarodnu istragu. Ministar komunikacije Naguib al-Awg insistirao je na tome da je zrakoplov bio prvotna meta napada, jer je avion sletio kasnije nego što je prethodno planirano.
Sljedećeg dana koalicija predvođena Saudijskom Arabijom izvela je zračne napade na Sanu, glavni grad pod kontrolom Hutija, očito u znak odmazde za napade prethodnog dana, za koje je optužila Hute. Ratni zrakoplovi izvodili su napade tijekom nekoliko sati, napadajući zračnu luku, kao i druga područja grada. Al Jazeera je potvrdila da je bilo više od osam prepada, dok je televizijski kanal u vlasništvu Houthija Almasirah izvijestio da je pogođeno petnaest različitih lokacija u gradu i okolnoj guberniji, uključujući mjesta u okruzima Sanhan i Bani Hashish. Žrtve nisu prijavljene.
Do jutra su širom Adena postavljeni vojni kontrolni punktovi, a ulice su opskrbljivale snage sigurnosti.
Ministar prometa Abdel Salam Hamid najavio je da bi se aerodrom trebao službeno otvoriti 3. siječnja 2021., a letovi će se vratiti u normalu dok se nastavlja obnova.

## Reakcije
Glavni sekretar UN-a António Guterres "osudio je žalosni napad" na zračnu luku i izrazio sućut obiteljima žrtava, kao i jemenskoj vladi i njezinom narodu, kako je izvijestio njegov specijalni izaslanik za Jemen Martin Griffiths.
Europska unija je osudila napad i potvrdila uvjerenje da "sukob u Jemenu može postojati samo političko rješenje, nudeći sućut obiteljima žrtava i podršku onima koji traže mirno rješenje.
Glasnogovornik iranskog Ministarstva vanjskih poslova osudio je napad u Adenu za koji je okrivio koaliciju predvođenu Saudijskom Arabijom i pozvao na dijalog umjesto na nasilje.
Brojni arapski i zapadni narodi, uključujući Egipat, Jordan, Tursku, Ujedinjeno Kraljevstvo i Sjedinjene Države, osudili su napad na zračnu luku.